# Choc Stars
 (janvier 2020).
Si vous disposez d'ouvrages ou d'articles de référence ou si vous connaissez des sites web de qualité traitant du thème abordé ici, merci de compléter l'article en donnant les références utiles à sa vérifiabilité et en les liant à la section « Notes et références ».
Choc Stars est un groupe musical congolais, originaire de Kinshasa (ex-Zaïre). Il est formé en 1983 par Ben Nyamabo, Bozi Boziana et le guitariste Roxy Tshimpaka dont l'activité a officiellement cessé en 1996.

## Histoire
L'histoire de l'orchestre Choc Stars peut se scinder en quatre périodes : la naissance et les débuts, les années Bozi Boziana, le départ de Bozi Boziana et l'émergence de la période faste de l'orchestre, la lente dislocation du groupe au début des années 1990. Elles correspondent à la fois à des étapes chronologiques mais également artistiques au gré des allées et venues des musiciens.

### Origines
Dans l'histoire de la musique congolaise, les créations de groupes issus de scissions, dislocations, « spin-off » sont légion. Choc Stars n’échappe guère à cette pratique. À l'instar de l'orchestre Langa Langa Stars, créé en 1981 autour d'Evoloko Jocker par le producteur Verkys Kiamwangana, Choc Stars se fonde par la réunion de musiciens venus d'orchestres majeurs de la scène musicale kinoise de l'époque. La différence fondamentale tient dans l'identité de son leader, le dénommé Ben Nyamabo Muntombo.
Nyamabo est, en 1983, un illustre inconnu du milieu artistique Congolais. Du moins, sur le plan purement musical. Propriétaire de « Scarpa Uomo », une boutique de vêtements située à Kinshasa, non loin du building Vévé Center de Kiamwangana Verkys. Nyamabo est alors « l'habilleur des boss », des artistes de la place. À la fin des années 1970, le mouvement de la SAPE est en plein essor et les chanteurs, notamment Papa Wemba ou Emeneya Kester de Viva La Musica, raffolent de griffes telles que JM Weston, Versace, JC Castelbajac, Enrico Coveri, M&F Girbaud, Kenzo, Tokyo Kumagai, Pierre Cardin... La boutique de Ben Nyamabo est spécialisée dans les pièces importées d'Italie, il se fait, grâce à elle, un excellent carnet d'adresses.
Parolier à ses heures perdues, son rêve est de chanter. Il tente un premier essai en 1980 avec des membres de l'orchestre Zaïko Langa-Langa, le batteur Ilo Pablo, le guitariste Teddy Sukami, ou encore le chanteur Yenga-Yenga. Ce genre de play réunissant des artistes divers est ce que l'on appelle un « Nzonzing » en argot lingala, c'est tout simplement un featuring ou guest-star. Dénommé Teddy Sukami de Zaïko Langa Langaet Benj chantent Wina, ce 33 tours contient quatre morceaux de Ben Nyamabo dont Je t'adore Kapia. Cette chanson sera la base d'un des plus grands succès de Choc Stars, Riana.
Ce premier opus, attise l’appétit de Ben Nyamabo, mais étant un chanteur très moyen, il n'intégrera jamais le Zaïko Langa Langa. En 1982, il compte sur l'une des vedettes de l'orchestre Langa-Langa Stars, son ami Djuna Djanana, le père de Gims et de Dadju, pour y solliciter un test. Ce groupe surnommé « Les 7 patrons » a alors pour têtes d'affiche les cinq chanteurs, Djuna Djanana, Evoloko Jocker, Bozi Boziana, Esperant Djengaka et Dindo Yogo ainsi que le guitariste Roxy Tshimpaka et le Bassiste Djomali Bolenge. Avec l'insistance de Djanana, Ben Nyamabo est le « sixième micro », qui ne prend que rarement part aux prestations scéniques et sonographiques, mais qui détient une boutique de vêtements de qualité et peut donc fournir plus facilement ses collègues. Par ailleurs, Nyamabo serait assis selon les dires de l'époque sur une petite fortune amassée grâce à sa boutique, ce qui est un argument de poids.

### Formation
Choc Stars est formé en novembre 1983. Evoloko Jocker empêchera Ben Nyamabo de poser sur quelconque opus bien qu’il participe à quelques sessions en live. C’est pourquoi, il tente de mener une fronde au sein de l'orchestre avec la complicité de Bozi mais cette première tentative est rapidement éteinte par le producteur Verckys. Ben Nyamabo est finalement écarté de l’orchestre il est rejoint en coulisse par Bozi Boziana qui reproche à Evoloko Joker son autoritarisme, contre l'esprit collégial des 7 Patrons. Par la suite, Ben Nyamabo sollicite le soliste Roxy Tshimpaka, lui même membre des Langa Langa Stars, dans l’optique de lui confier la direction musicale d’un futur orchestre et le recrutement de ses membres. 
Les premières recrues proviennent du même orchestre, il s’agit des guitaristes Carol Makamba, Teddy Accompa et du bassiste Dada Kombe. Afin d’assoir la structure musicale de ce nouvel ensemble, Ben et Roxy voyagent à Rome pour y acheter des instruments, tandis que Bozi poursuit le recrutement de plusieurs musiciens plus ou moins renommés tels que le parolier Djo Nolo Give, Boutshe Boulith (ex-chanteur de l'Anti Choc), Koffi Alibaba, Defao Matumona, Monza 1er, et un doublure soliste qui s'appelle  Sedjo Kha (ex-soliste de l'Empire Bakuba). 
Au retour de Ben Nyamabo et Roxy Tshimpaka à Kinshasa équipés d'instruments, de nouveaux candidats postulants apparaissent comme Luciana Demingongo de l’orchestre Viva la Musica (qui sera vite repris par Papa Wemba pour repartir dans le groupe Viva La Musica), Makolin le Géant de l’orchestre Stukas qui finira par rejoindre Victoria Eleison, Adoli Bamweniko (ex-chanteur de l'Orchestre Kiam), etc.
Choc Stars s'inspire par ailleurs de la tendance développée depuis 1982 par Zaïko Langa-Langa, en laissant la partie dansante à un animateur dit atalaku, le dénommé Ditutala Kwama Makengo arrivant du groupe folklorique Bana Odeon. Il n'est autre que le frère de Bébé Atalaku qui preste dans Zaïko Langa Langa.

### Bozi Boziana, voix du groupe (1983–1985)
Les débuts de Choc Stars sont intimement liés au déclin naissant de Langa Langa Stars. Bozi Boziana en est un des exemples forts : entre 1983 et 1985, il chante près de 80 % des chansons de l'orchestre. D'ailleurs, l’une des premières œuvres de Choc Stars, Tshala et Labara, sont signées Bozi Boziana. Elles paraissent vers la fin de l'année 1983 sur co-album avec Langa Langa Stars pour leurs chansons Moyeke (Evoloko Jocker) et Nzembo elengui (Dindo Yogo). Dans leurs premières chansons (qui étaient des 45 tours) comme Mbuta Mbutu de Bozi Boziana, Fatou de Roxy Tshimpaka, Landu Mambu de Defao, Mbemba de Ben Nyamabo, Choc Stars joue une musique très folklorique et assez saccadée et crée son style reconnaissable notamment à se danse fétiche Roboti-Robota. Elle maintient en haleine les fans de cet orchestre durant deux années ; celles-ci coïncident avec la mainmise de Bozi Boziana sur la partie artistique du groupe.
L'orchestre connaît alors une ascension prodigieuse et les candidats se bousculent au portillon de Ben Nyamabo afin de l'intégrer. Lui-même conscient de ses lacunes musicales, n'hésite pas à recruter de très bons chanteurs et musiciens afin de donner une légitimité au groupe. Fin 1984, le bassiste Djomali est incorporé à l'équipe après avoir lâché Evoloko Jocker. Dans le même temps, Djuna Djanana d'abord brièvement retourné dans Viva La Musica, est sollicité par Ben Nyamabo pour rejoindre les Choc Stars. Il y prend immédiatement une grande dimension et signe ses premières chansons telles que Karina, Cha-Cha, La Femme Troubla L'amour, Mwana Suka, Soola et Mickelina en 1985.
Leur premier voyage européen est l'occasion d'enregistrer de nouvelles chansons. Alors ils effectuent leur opus du titre phare Ise Matumona qui était pour la première fois pour le groupe d’avoir enregistré à Paris, en France. Les premiers signes de conflits commence à naître entre les trois leaders Roxy, Ben et Bozi. C'est pourquoi l’opus de l'année 1985 intitulés Retrouvailles à Paris en 4 volumes sont entièrement joués par Sedjo Ka Tshomba à la guitare solo, et que Ben Nyamabo participe pas aussi à ces albums. Ces vinyles présentent une nouveauté rythmique avec un tempo légèrement plus lent, mais surtout un jeu de batterie totalement différent du désormais traditionnel Cavacha imposé par Zaïko Langa-langa et son batteur Meridjo. Otis Edjudju propose un style plus pop rock « à la londonienne » en utilisant davantage la charleston (ouvert ou fermé).
À l'écoute de ceux-ci, les observateurs locaux remarquent que la voix du fondateur, Ben Nyamabo est très peu présente au contraire de celle de Bozi, Defao ou encore Djanana. Ben décide alors d’imposer sa voix en sortant 4 chansons sur le 33 tours Awa et Ben qui était la dernière fois de l’année pour le groupe d’enregistré en Europe (plus précisément à Bruxelles au Studio Madeleine). Et c’est à cet-même période là qu’au même studio d’enregistrement que Monza 1er enregistrera aussi sa chanson intitulé Evé qui fera sans doute incroyablement un grand succès.
Et avant que le groupe retourne à Kinshasa, les départs commençait à s'effectuer progressivement. Le bassiste Dada Kome qui avait prévu de rester en Europe, a quitté l’orchestre avant l’enregistrement de l’opus Retrouvailles à Paris (en 4 volumes), le percussionniste Ekoko Mbonda quitte, et le soliste Sedjo Kha, qui est insatisfait par le manque de salaire, quitte l'orchestre après avoir joué sur l’opus Awa et Ben. Dada s'installe en France, et Ekoko Mbonda avec Sedjo Ka en Suisse où Sedjo crée un orchestre nommé Méli-Mélo avec des musiciens issus de multiples origines jouant une musique proche des musiques du monde contemporaines. Pour autant, il ne coupe pas totalement les ponts avec Choc Stars puisque 3 ans plus tard il compose de nombreuses chansons avec Defao, Debaba (nl) ou encore Carlyto.

### Départ de Boziana et création d'Anti Choc (1985)
Après la fin de leur tournée européenne, ils atterrissent à Kinshasa à la rentrée 1985. Ils recrutent deux nouveaux chanteurs ténors tels Fifi Mofudé et Petit Prince Bengali (qui venait de quitter l’orchestre Victoria Eleison) ils mettront pour la première fois leur voix dans l’album du titre phare Ena qui a été enregistré à Brazzaville, qui est le dernier album de l’année du groupe, et aussi le dernier album de Bozi. Ils publient le 33 tours Ena contenant quatre chansons tels que Ena, Fathy, Naleli Mathy et Miss Dunia sur le marché. Mais quelque temps plus tard, un conflit s’effectue entre Ben et Bozi. Dû fait que Bozi essaie de faire main basse sur le groupe comme par exemple Evoloko faisait au sein de Langa Langa Stars en empêchant Ben Nyamabo de chanter régulièrement. Ce dernier s'en plaint auprès de Roxy Tshimpaka, lui-même déjà en conflit avec Bozi, lors de la précédente tournée européenne. 
Bozi a par ailleurs entrepris de réaliser son maxi 45 tours Bezi / Explication Sissi (sous le nom de « Anti-Choc Stars » sur l'opus) aidé par des membres de Choc Stars tels que les chanteurs Fifi Mofudé et Adoli Bamweniko, le soliste SOS Watondo, l'accompagnateur Teddy Accompa, le bassiste Jerry Lema, le batteur Otis Edjudju, le percussionniste Oleko Porokondo et l'atalaku Ditutala Makengo. Cet opus est produit par le producteur Verckys Kiamuangana qui était déjà en conflit avec Ben Nyamabo. Ce qui vaut à Bozi sa suspension de prestation au sein de Choc Stars. Puis Nyamabo profite d'un déplacement de Bozi en Europe pour annoncer sa révocation definitive, lors d'une conférence de presse sur TV Zaïre.
En novembre 1985, Bozi Boziana n'est plus membre de Choc Stars et crée quelques semaines après son propre orchestre, qu'il nomme tout simplement Anti Choc Stars, avant d'opter pour l'appellation Anti Choc. Il emmène avec lui les chanteurs Fifi Mofudé et Adoli.
Avec le départ des chanteurs, Monza 1er, Koffi Alibaba, Desouza Santu avec Do Akongo pour aller former Stars Magnats, et suivi plus tard de Bozi Boziana, Fifi Mofudé et Adoli Bamweniko, pour aller former Anti Choc, fin 1985. Il ne reste que maintenant Ben Nyamabo, Petit Prince, Defao et Djuna Djanana au chant. Il s'agit dès lors de recréer une chorale pour compenser le départ de Bozi. Ben et Djanana s'attellent au recrutement des deux meilleurs chanteurs zaïrois de l'époque. D'abord Debaba Mbaki, l'ancien chanteur ténor de Viva La Musica, Victoria Eleison, puis de son orchestre Historia Musica de 1983 à 1985. Puis Carlyto Lassa Ndombasi, le lead vocal de charme de l'OK Jazz depuis 1984. Par le recrutement de Carlyto, Ben Nyamabo met définitivement Luambo Franco, le leader d'OK Jazz, à dos.  
Dès lors, la direction artistique de Choc Stars prend une nouvelle direction, accentuant la qualité du chant au point de gagner le surnom d'OK Jazz « Junior » et d'atteindre sa maturité musicale. 

### Apogée musicale (1986–1990)
Après le recrutement de Carlyto et Debaba  en fin 1985. Le groupe voyage en Europe pour venir enregistré des nouveautés comme d’abord l’album du titre phare Sandra La Blonde, dont la guitare solo a été entièrement joué par Rigo Star, l’opus enregistré à Paris (précisément au Studio Caroline) et c’est la même période que Debaba et Petit Prince enregistrent deux chansons Ba Mama Zaïroise (de Debaba) et Mibeko (de Petit Prince) dans ce même studio d’enregistrement. Mais ces deux chansons seront apparemment publiés 2 ans plus tard sur le marché. À la suite ils sortent l’album Koreine qui a été aussi enregistré à Paris.  
Mais lorsque l’orchestre publie l’album  Riana qui a été enregistré à Bruxelles. Cet opus connaîtra un succès explosant et qui sera mieux reçu que les précédents opus qu’ils ont publiés la même année. Entre parenthèses, la chanson Riana est une reprise de la chanson Je t'adore Kapia chantée par Ben Nyamabo et le Zaïko Langa Langa en 1980. En effet, durant l’année 1986 déclaré par le Jury de la Presse, Choc Stars seront bien valus meilleur orchestre de l’année, Riana value meilleure chanson de l’année, et Carlyto Lassa meilleur chanteur de l’année. 
Après leur tournée en Afrique et l’intégration de Nzaya Nzayadio, ex-chanteur de Bakuba Mayopi, Lipua Lipua et l'Afrisa International, le groupe retourne en Europe. Ils sortent un autre 33 tours intitulé Oko Ndizo Mbongwana Emonani qui contient trois chansons dont Ben met deux chansons à lui Nalandaka te et Bayina bafinga, et Defao met sa chanson Ozi. Mais ce 33 tours se fera ensuite finalement étouffé par la promotion du 33 tours intitulé Akufa Lobi Akomi Moto qui contient les chansons à succès foudroyants tels que Ponini Eza Mpasi, Abengi Ngai Depasse, Mauvais souvenir Buana et Zikondo en 1986.

### Derniers succès (1991–1996)
Les années 1990 sont difficiles pour l’ensemble. L’un des chanteurs étoiles, Carlyto Lassa quitte en 1990, accompagné par du soliste S.O.S Watondo et Carol Makamba qui jouait la guitare rythmique. Le groupe recrute le soliste Burkina Faso Mboka Liya. Bakuke, était le dernier album de Choc Stars au complet. Après la sortie de l’album, Debaba Mbaki, chanteur, quitte l’orchestre et se convertit au christianisme. Plus tard, il est suivi par l’administrateur et soliste Roxy Tshimpaka qui rejoint Zaïko Langa Langa.
Malgré tout, Ben Nyamabo ne jette pas l'éponge et continue avec le groupe. En 1995, un album de réunion est enregistré à Brazzaville, intitulé Action Direct 95. Ensuite, en 1996, ils enregistrent l’album Epaka Masasi Code 007, toujours à Brazzaville. Des musiciens congolais résidant à Paris tels que Dally Kimoko, Ngouma Lokito et 3615 Code Niawu participent à l’enregistrement du disque. Après la sortie de l’album, l’orchestre devient inactif.

### Derniers albums (2001–2019)
Produits par N'Diaye, en 2001, Choc Stars enregistre l’album Sommation, qui sera remixé en 2004, sortant sous le nom Ratissage. En 2015, Ben Nyamabo annonce son dernier album, Lisu Likolo ya Liso. Il décède le 4 décembre 2019,.

## Anciens membres

### Chanteurs
- Ben Nyamabo : 1983-2019 (décédé)
- Bozi Boziana : 1983-1985
- Koffi Alibaba : 1983-1985
- Général Defao : 1983-1991 (décédé)
- Monza 1er : 1983-1985 (décédé)
- Luciana Demingongo : 1983-1983
- Makola Makolin : 1983-1983
- Bipoli Na Fulu : 1983-1983 (décédé)
- Adoli Bamweniko : 1983-1985
- Opicho Mama : 1984-1984 (décédé)
- Djuna Djanana : 1984-1989
- Desouza Santu : 1984-1985
- Petit Prince Bengali : 1985-1996
- Fifi Mofudé : 1985-1985 (décédé)
- Debaba Mbaki : 1986-1993 (décédé)
- Carlyto Lassa : 1986-1990
- Nzaya Nzayadio : 1986-1996, 2000-2001 (décédé)
- Germain Kanza : 1987-1996
- Joly Mubiala : 1988-1989
- Dicky Roi : 1991-1992
- Lassa Lacolyte : 1992-1996
- Auguy Mongo : 1993-1996
- Paparazzi Thoto : 1993-1994

### Guitaristes et bassistes
- Roxy Tshimpaka (solo, mi-solo, rythmique) : 1983-1993
- Sedjo Kha Tshomba (solo, mi-solo) : 1983-1985
- SOS Watondo (solo, mi-solo) : 1984-1990
- Carol Makamba (mi-solo, rythmique) : 1983-1990
- Teddy Accompa (rythmique) : 1983-1995
- Safro Manzangi (rythmique) : 1984-1985
- Do Akongo (rythmique) : 1985-1985
- Dada Kome (basse) : 1983-1985
- Jerry Lema (basse) : 1983-1995 (décédé)
- Bolenge Djo Mali (basse) : 1984-1989
- Claude Bula Mushy (basse) : 1989-1995
- Burkina Faso Mboka Liya (solo, mi-solo, rythmique) : 1990-1992
- Mimiche Bass (basse) : 1991-1996 (décédé)
- Ramazani Fulutini (solo, mi-solo) : 1993-1996
- Dada Accompa (rythmique) : 1993-1996
- Dezay N'Accompa (rythmique) : 1993-1996
- Baroza Bansimba (solo, mi-solo, rythmique) : 1995-1996 (décédé)

### Batteurs et percussionnistes
- Otis Edjudju (batterie) : 1983-1990
- Wadadi Mawa (batterie) : 1984-1996
- Oleko Porokondo (congas) : 1983-1989
- Ekoko Mbonda (congas) : 1984-1985
- Epineron Makiese (congas) : 1988-1996

### Animateurs
- Ditutala Makengo : 1983-1995
- Synya : 1985-1993
- Maracasse : 1995-1996

## Discographie
- 1983 : Moyeke / Tshala (avec Langa-Langa Stars)
- 1984 : Roboti-Robota (Pas de contact) [1er épisode]
- 1984 : Sisina
- 1984 : Roboti-Robota 2e épisode
- 1985 : À Paris
- 1985 : Retrouvailles à Paris [volumes 1 à 4]
- 1985 : Awa et Ben
- 1985 : Ena
- 1986 : Sandra la Blonde [À Paris Vol. 2]
- 1986 : Koreine
- 1986 : Riana
- 1986 : Oko Ndizo Mbongwana Emonani
- 1986 : Akufa Lobi Akomi Moto
- 1987 : Kelemani
- 1988 : Munduki Elelo
- 1988 : Carnaval Choc Stars
- 1989 : Premier amour
- 1989 : Nakombe nga
- 1989 : Péché de la femme
- 1989 : Ibrahim Bula
- 1989 : 5ème Anniversaire
- 1990 : Oka polisson chauffe
- 1992 : Bakuke
- 1993 : Laissez passer
- 1995 : Action Direct 95
- 1996 : Epaka Masasi Code 007
- 2001 : Sommation
- 2004 : Ratissage
- 2016 : Lisu likolo ya lisu